# Alexandra Avierinová
Alexandra Avierinová, nepřechýleně Alexandra Avierino, rozená Alexandra Constantine Khuri (listopad 1872 – 1927) byla anglicko-libanonská spisovatelka.

## Životopis
Narodila se v Bejrútu do pravoslavné rodiny. Vzdělání získala v klášterních školách v Libanonu a v Alexandrii.  Během dospívání se provdala za Miltiadese di Avierina, který byl italsko-španělského původu. Měli spolu dvě dcery a syna.
V roce 1898 založila časopis pro ženy s názvem Anis Al-Jalis (أنيس الجليس), do kterého také přispívala jako redaktorka. Časopis byl vydáván každý měsíc až do roku 1907. V roce 1900 odcestovala do Paříže, kde zastupovala Egypt na konferenci mezinárodní mírové společnosti Alliance universelle des femmes pour la paix. 
Avierinová psala také poezii a dramata. Mimo časopisu Anis Al-Jalis přispívala také do novin jako al-Muqaṭṭam a Al-Mu'ayyad.
V červenci 1924 byla zatčena egyptskými úřady a obviněna z účasti na atentátu na premiéra Saada Zaghloula. Po výslechu a propuštění odjela do Anglie. O pár let na to zemřela v Londýně.